# Claude Guillermet de Bérigard
Claude Guillermet de Bérigard o Beauregard (in latino Claudius Berigardus) (Moulins, 15 agosto 1578 – Padova, 23 aprile 1663) è stato un filosofo francese.

## Biografia
Figlio di Pierre, medico, nacque a Moulins, nel Borbonese, il 15 agosto 1578 secondo Jean-Pierre Niceron, ma più probabilmente intorno al 1590. Fu apprezzato umanista e studioso di fisica e filosofia naturale. Il 19 novembre 1627 gli fu assegnata la cattedra straordinaria di filosofia nello Studio pisano, dal quale, nel 1640, passò allo Studio di Padova, in cui tenne corsi sulla fisica e la psicologia aristoteliche fino alla morte. Acquistò fama per la sua opera Dubitationes in Dialogos Galilaei pro terrae immobilitate, pubblicata nel 1632 a Firenze, con lo pseudonimo di Galilaeus Lynceus: egli critica, dal punto di vista aristotelico, il Dialogo dei massimi sistemi di Galileo, suo collega a Pisa, che giudicò "molto languida" la sua scrittura. Le critiche sollevarono un polverone anche oltralpe. Marin Mersenne voleva scrivere una difesa di Galileo contro le critiche di Bérigard, ma desistette su consiglio di Cartesio. Tuttavia, nel Circulus Pisanus (Udine 1643), Bérigard modificò le sue critiche e accolse alcune conclusioni galileiane. È particolarmente notevole in quest'opera l'opposizione all'aristotelismo, a cui Bérigard preferiva, come più utile per l'interpretazione dei fenomeni naturali, una concezione atomistica. Bérigard fu un buon esperto di fisica: ebbe, ad esempio, fin dal 1643, conoscenza esatta del principio dell'eguale trasmissione di pressione dei liquidi, scoperto da Simone Stevino e riscoperto da Blaise Pascal. Morì nel 1663, o nel 1667, a Padova.
Apprezzava la modalità di discussione detta disputatio e si opponeva, in generale, alle idee nuove del tempo. Fu un ammiratore dell'opera di Fortunio Liceti, di cui apprezzò soprattutto il De lucernis Antiquorvm reconditis.

## Opere

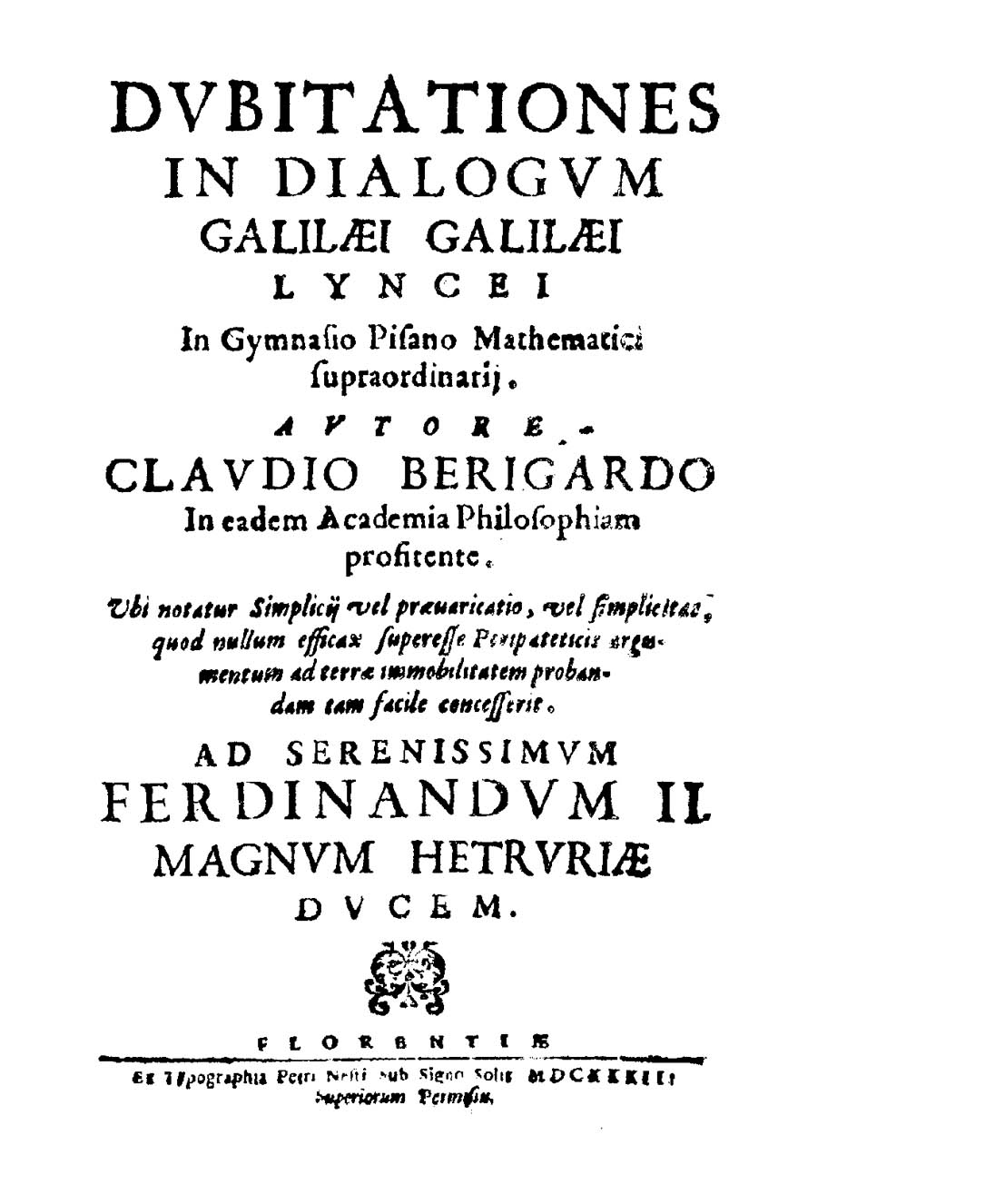
Dubitationes in dialogum Galilaei Galilaei, 1632

- (LA) Dubitationes in dialogum Galilaei Galilaei, Firenze, Pietro Nesti, 1632.
- (LA) De veteri et peripatetica philosophia in Aristotelis libros octo Physicorum. Quatuor de coelo. Duos de ortu et interitu. Quatuor de meteoris, et tres de anima, Padova, Paolo Frambotto, 1660-1661.